# الحاطبة

تعديل مصدري - تعديل

الحاطبه هي إحدى قرى عزلة  الوضيع بمديرية الوضيع التابعة لمحافظة أبين، بلغ تعداد سكانها 227 نسمة حسب تعداد اليمن لعام 2004.